# Barabashov (Marskrater)
Barabashov ist ein Einschlagkrater auf dem Planeten Mars mit einem Durchmesser von 121,1 km.

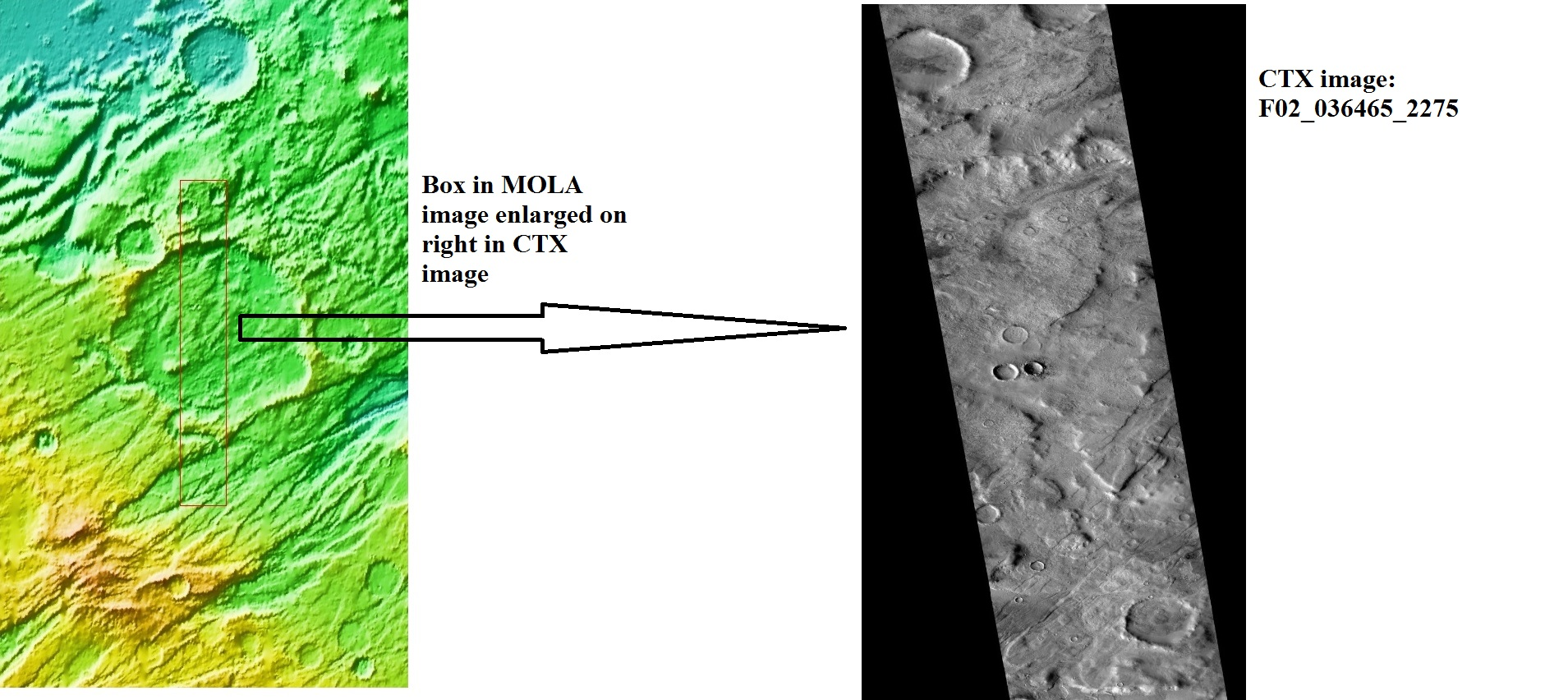
Barabashov-Krater, als MOLA- und CTX-Bild

## Lage
Der Marskrater befindet sich im Arcadia-Gradfeld.
Er liegt im Mareotis Fossae zwischen der Vastitas Borealis und der Tempe Terra.

## Name
Der Krater wurde von der Internationalen Astronomischen Union (IAU) 1973 zu Ehren des ukrainisch-sowjetischen Astronomen Mykola Barabaschow benannt.